# Caramel·lització

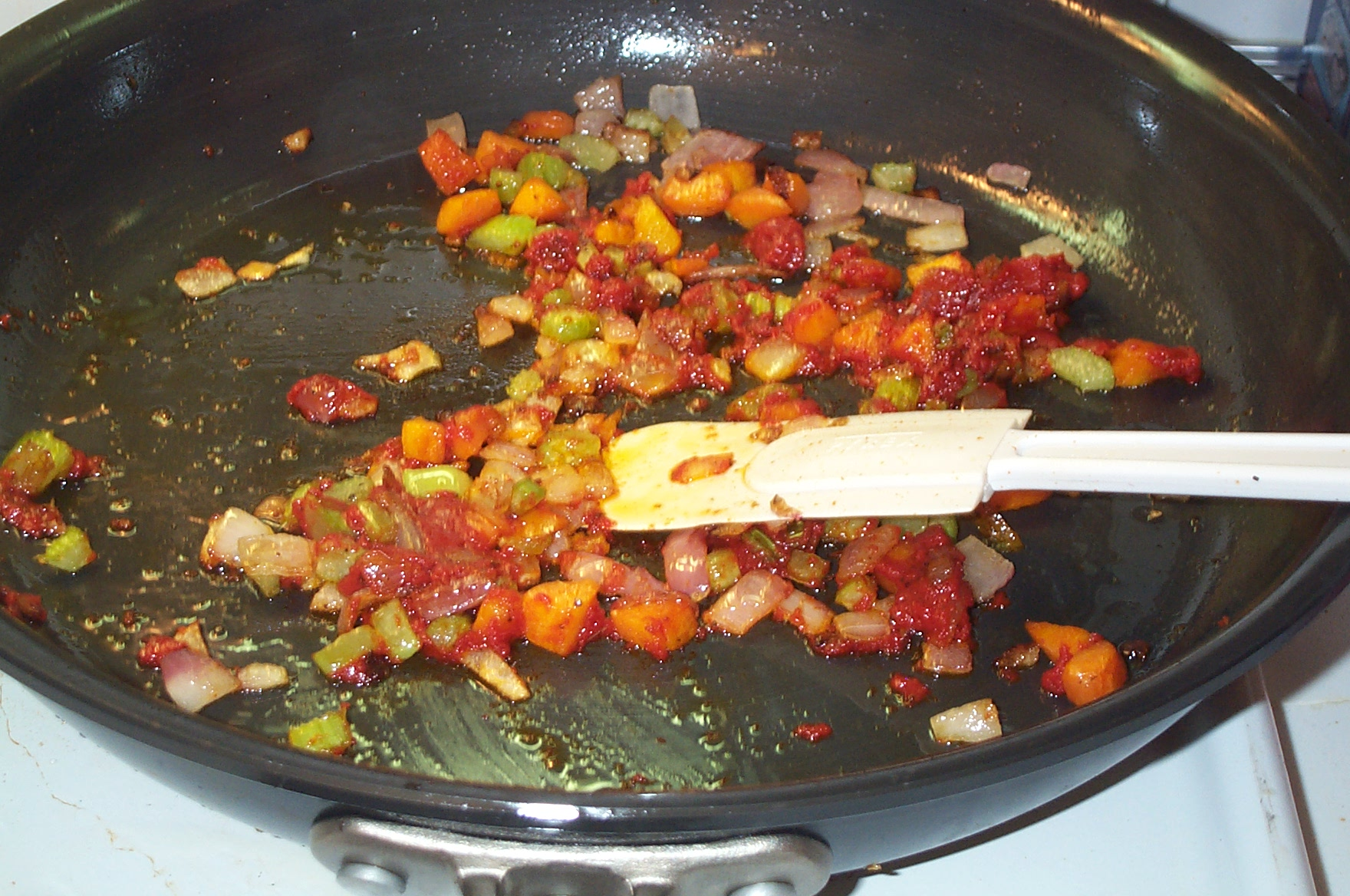
Bresa de pastanaga, ceba, i api caramel·litzant-se

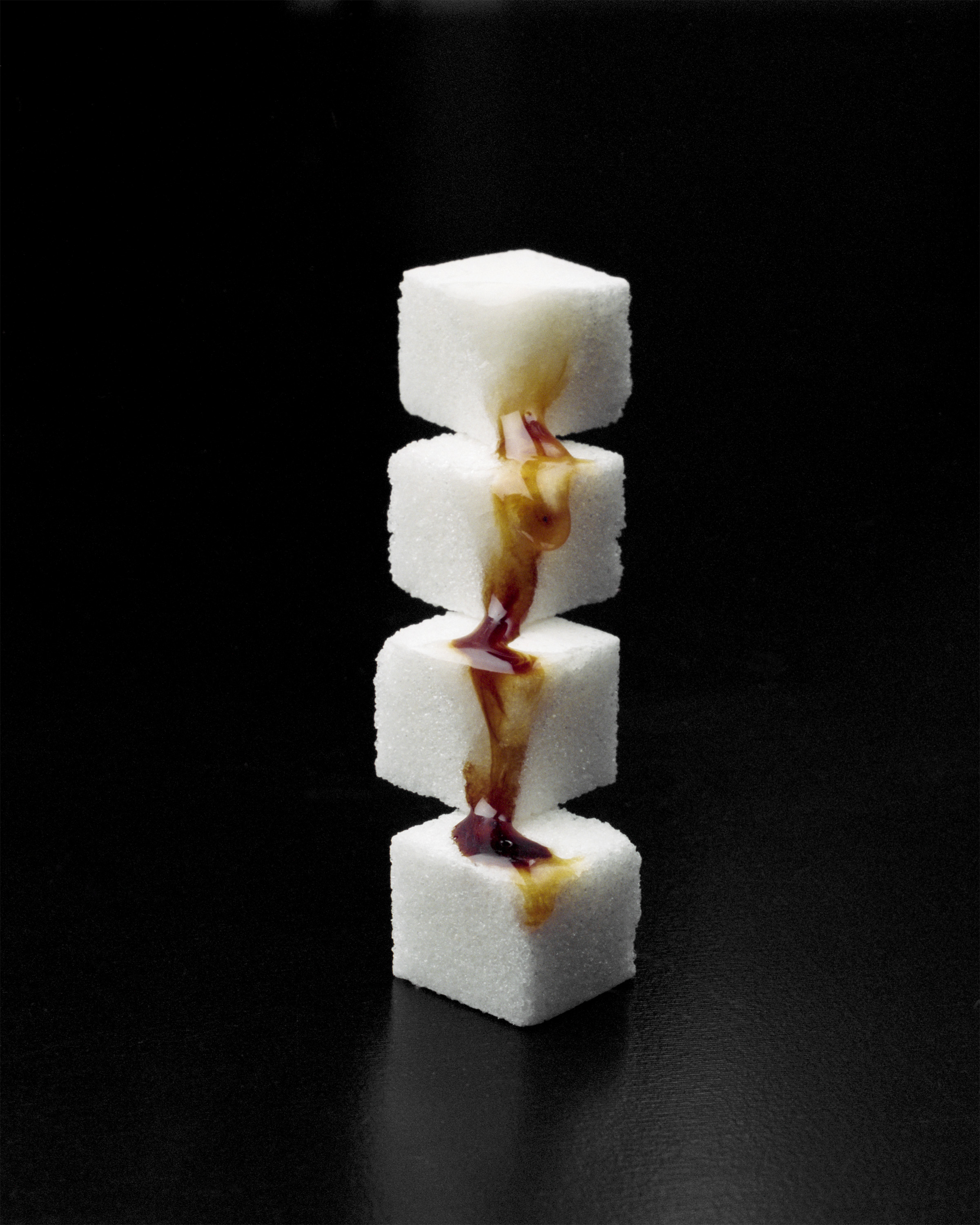
Caramel de sacarosa. La sacarosa és incolora

Caramel·lització és el procés d'enrossiment dels sucres, usat en cuina amb l'obtenció d'un color que va del daurat al bru i una aroma que recorda les nous. Durant el procés, s'alliberen substàncies volàtils, produint l'aroma característic del caramel.
Igual que la reacció de Maillard, la caramel·lització és un tipus d'enrossiment no-enzimàtic. A diferència de la reacció de Maillard en la que els sucres reaccionen amb les proteïnes, la caramel·lització és una piròlisi.
Quan la caramel·lització involucra el disacàrid sacarosa, aquest es trenca en els monosacàrids fructosa i glucosa.

## Procés
La caramel·lització és un complex i no completament conegut procés que produeix centenars de productes químics, i que inclou els següents tipus de reaccions:
- equilibri de formes anomériques i anells
- inversió de la sacarosa a fructosa i glucosa
- reaccions de condensació
- enllaços intramoleculars
- isomerització d'aldoses a cetoses
- reaccions de deshidratació
- reaccions de fragmentació
- formació de polímers insaturats.

## Efectes de la caramel·lització
El procés és temperatura-depenent. Cada sucre té el seu propi punt a partir del qual les reaccions s'esdevenen amb rapidessa.
| Sucre     | Temperatura   |
| --------- | ------------- |
| Fructosa  | 110 °C, 230°F |
| Galactosa | 160 °C, 320°F |
| Glucosa   | 160 °C, 320°F |
| Sucrosa   | 160 °C, 320°F |
| Maltosa   | 180 °C, 356°F |

Les reaccions de caramel·lització són sensibles a l'entorn químic. Controlant l'acidesa (pH), el ritme de la reacció o la temperatura amb la que la reacció s'esdevé poden ser alterades. El ritme és més lent amb una acidesa a prop de la neutralitat (a prop de pH= 7), i accelerada en medi àcid (especialment per sota de pH= 3) i bàsic (especialment per sobre de pH= 9).